# Field Crops Research
Field Crops Research is een internationaal, aan collegiale toetsing onderworpen wetenschappelijk tijdschrift op het gebied van de landbouwkunde.
De naam wordt in literatuurverwijzingen meestal afgekort tot Field Crop. Res. Het verschijnt maandelijks.